# Доценко, Дмитрий Степанович
Дмитрий Степанович Доценко (1913—1991) — подполковник Советской Армии, участник Великой Отечественной войны, Герой Советского Союза (1945).

## Биография
Дмитрий Доценко родился 19 июля (по новому стилю — 1 августа) 1913 года в селе Анновка (ныне — Акимовский район Запорожской области Украины) в крестьянской семье. В детстве переехал в город Горловка. В 1935 году окончил строительный техникум, после чего работал токарем Горловского машиностроительного завода. В 1935 году Доценко был призван на службу во внутренние войска НКВД СССР, охранял железные дороги. В 1939 году окончил курсы политсостава. В 1942 году Доценко был переведён в Рабоче-крестьянскую Красную Армию. С декабря того же года — на фронтах Великой Отечественной войны. К январю 1945 года старший лейтенант Дмитрий Доценко командовал огневым взводом 1075-го истребительно-противотанкового артиллерийского полка 5-й гвардейской армии 1-го Украинского фронта. Отличился во время форсирования Одера.
24 января 1945 года взвод Доценко одним из первых в полку переправился через Одер, захватил плацдарм на его западном берегу и удержал его, отразив три немецких контратаки в районе населённого пункта Линден (ныне — Липки в 7 километрах к северо-западу от Бжега). Во время боёв за расширение плацдарма взвод Доценко уничтожил 4 дзота и 2 пулемёта противника.
Указом Президиума Верховного Совета СССР от 10 апреля 1945 года за «образцовое выполнение боевых заданий командования на фронте борьбы с немецкими захватчиками и проявленные при этом мужество и героизм» старший лейтенант Дмитрий Доценко был удостоен высокого звания Героя Советского Союза с вручением ордена Ленина и медали «Золотая Звезда» за номером 7995.
После окончания войны Доценко продолжил службу в Советской Армии. В 1948 году он окончил Ленинградскую Высшую офицерскую артиллерийскую школу. В 1960 году в звании подполковника он был уволен в запас. Проживал в Бресте, работал в управлении «Брестсельстроя». Скончался 15 марта 1991 года, похоронен на Гарнизонном кладбище Бреста.
Был также награждён орденами Красного Знамени, Отечественной войны 1-й и 2-й степеней, двумя орденами Красной Звезды, орденом «Знак Почёта» и рядом медалей.